# Los Caracas
Los Caracas – wieś w Wenezueli, w stanie Vargas, na wschód od miejscowości La Guaira i od stolicy Caracas.